# 唐廷庚
唐廷庚（1835年—1896年），初名唐煜，字建廉，號應星，广东香山县唐家村（今广东省珠海市唐家湾镇）人，清代買辦之一。

## 生平

### 早年生活
1828年5月19日，唐廷庚出生于广东香山县唐家村，是家中三子，有胞兄唐廷桂及唐廷樞。由于唐廷庚父亲唐寶臣受僱于香港马礼逊教会学堂，唐廷庚得以在11岁那年（即1842年）入读马礼逊教会学堂，並在学堂结识后来成为中国首位留学美国的留学生容闳、报人黄胜、西医黄宽。1849-1850年入读同為马礼逊創立的英華書院。
他曾担任香港政府翻译。及協助唐廷樞翻译詞典和教科書工作。

### 买办生涯
在胞兄唐廷枢支持下，出任了招商局買辦，胞兄唐廷枢通过广州纬经堂出版社出版书籍《英语集全》，该书使用粤语注音，主要涉及交际英语。该书后来被认为是中国第一部汉英词典和英语教科书。